# Дальнич
Дальнич (укр. Дальнич) — село в Каменка-Бугской городской общине Львовского района Львовской области Украины.
Население по переписи 2001 года составляло 287 человек. Занимает площадь 1,09 км². Почтовый индекс — 80406. Телефонный код — 3254.